# District de Julau
Le district de Julau (malais : Daerah Julau) est un district administratif de l'État malaisien du Sarawak, qui fait partie de la Division de Sarikei. La capitale du district est dans la ville de Julau.

### Liens connexes
- Districts de Malaisie